# Sandersonia aurantiaca
Sandersonia aurantiaca Hook., 1853 è una pianta della famiglia delle Colchicaceae. È l'unica specie del genere Sandersonia.

## Etimologia
Il nome del genere è un omaggio alla memoria di John Sanderson, segretario onorario della Horticoltural Society del Natal (Sudafrica), morto nel 1881.

## Descrizione
La Sandersonia è una pianta sempreverde ma nei periodi siccitosi tende a diventare decidua. Non supera i 60 cm in altezza ed i suoi fusti sottili spesso necessitano di un sostegno che può essere anche un semplice ramoscello.

Ha radici tuberizzate.

Le foglie, scanalate e lanceolate, sono verdi e sottili, talvolta tanto sottili da comportarsi come viticci.
I fiori hanno corolle campanulate di colore arancione brillante (da cui aurantiaca) lunghe 3 cm., sorrette da lunghi peduncoli, ripiegati verso il basso.

## Distribuzione e habitat
Originaria delle zone boschive del Sudafrica e dello Swaziland, dove cresce ad una altitudine di 600–2000 m, in prati che godono di abbondanti piogge estive, la Sandersonia aurantiaca fu introdotta in Europa nel 1852.

Nel suo habitat naturale è quasi estinta.

## Propagazione
Per divisione dei tuberi in autunno o inverno, o per seme, posti a germinare in primavera a temperatura di circa 20 °C.

## Coltivazione
Necessita di terreno moderatamente fertile, arricchito con concime organico. Preferisce luoghi caldi e soleggiati, preferibilmente a ridosso di una parete ma  si adatta anche come pianta da appartamento. Non sopporta temperature inferiori a 0 °C. Nelle regioni più fredde è consigliabile estrarre dal terreno i tuberi in autunno e mantenerli in terreno sabbioso umido. L'innaffiatura va fatta circa ogni settimana e con moderazione consentendo al terreno di asciugarsi tra una somministrazione e l'altra.